# کاسا گرندز
کاسا گرندز (انگلیسی: Casas Grandes)(به اسپانیایی به معنی خانه‌های بزرگ؛ همچنین به عنوان پاکیمه نیز شناخته می‌شود) یک مکان باستان‌شناسی ماقبل تاریخ در ایالت شمالی مکزیک چیهواهوا است. ساخت این سایت به فرهنگ موگولون نسبت داده می‌شود. کاسا گرندز از سال ۲۰۱۵ به عنوان میراث جهانی یونسکو تحت نظارت آی ان اچ و پوبلو مجیکو تعیین شده است.
کاسا گرندز یکی از بزرگ‌ترین و پیچیده‌ترین مکان‌های فرهنگی موگولون در منطقه است. استقرار پس از سال ۱۱۳۰ بعد از میلاد آغاز شد و ساختمان‌های بزرگتر پس از ۱۳۵۰ پس از میلاد به خانه‌های چند طبقه تبدیل شدند. این جامعه تقریباً در سال ۱۴۵۰ پس از میلاد متروک شد. کاسا گرندز به عنوان یکی از مهم‌ترین مناطق باستان‌شناسی موگولون در منطقه شمال غربی مکزیک در نظر گرفته می‌شود،که آن را به سایت‌های دیگر در آریزونا و نیومکزیکو در ایالات متحده مرتبط می‌کند، و میزان حوزه نفوذموگولون را نشان می‌دهد.
مجموعه کاسا گرندز در دره ای وسیع و حاصلخیز در امتداد رودخانه کاسا گرندز یا سن میگل، تقریباً در ۵۶ کیلومتری (۳۵ مایلی) جنوب یانوس و ۲۴۰ کیلومتری (۱۵۰ مایلی) شمال غربی مرکز ایالت، چیهواهوا، واقع شده است. این شهرک برای ادامه فعالیت‌های کشاورزی خود به آبیاری وابسته بود.
منطقه باستان‌شناسی در داخل شهرداری (شهرداری) مدرن کاساس گراندس قرار دارد. این دره و منطقه برای هزاران سال توسط گروه‌های بومی ساکن بوده است.

## قبل از کلمبیا

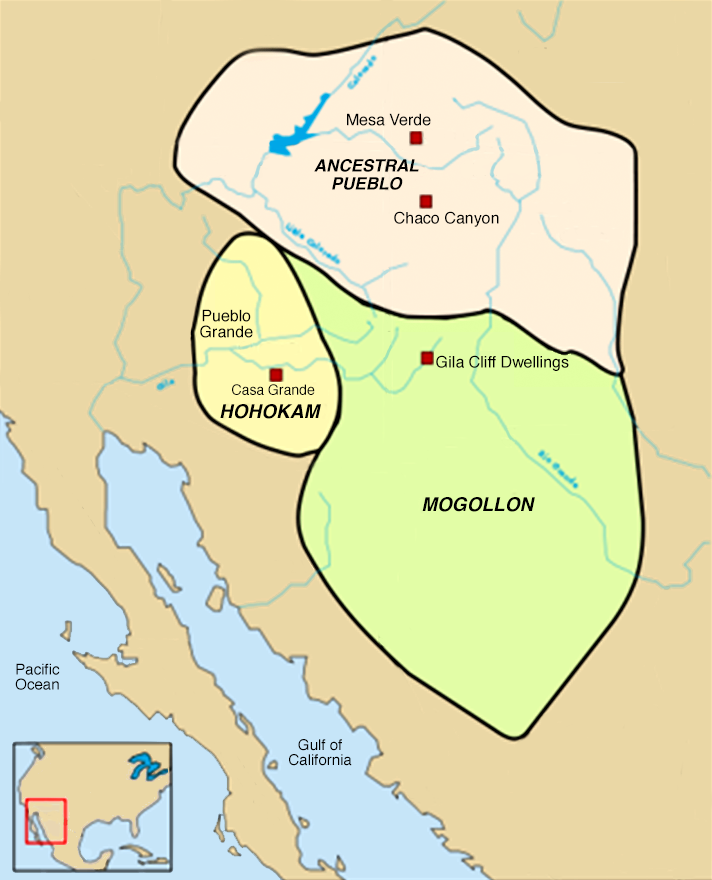
نقشه فرهنگ‌های باستان‌شناسی عمده ماقبل تاریخ

بین سالهای ۱۱۳۰ تا ۱۳۰۰ پس از میلاد، ساکنان منطقه در سکونتگاه‌های کوچکی در این دره حاصلخیز وسیع تجمع کردند. گسترده‌ترین سکونتگاه شناسایی شده اکنون به نام پاکیمه یا کاساگرندز شناخته می‌شود. این مجموعه به عنوان مجموعه ای از ۲۰ یا بیشتر خوشه از خانه‌ها، هر یک دارای یک میدان و دیوار محصور شده است. این خانه‌های خشتی تک طبقه دارای سیستم آبی یکپارچه بودند. شواهد نشان می‌دهد که پاکیمه دارای یک سیستم مدیریت آب پیچیده است که شامل شبکه‌های زهکشی زیرزمینی، مخازن، کانال‌هایی برای توزیع آب به خانه‌ها و یک سیستم فاضلاب است.
پس از سوختن در حدود سال ۱۳۴۰، کاسا گرندز با ساختمان‌های آپارتمانی چند طبقه بازسازی شد تا جایگزین ساختمان‌های کوچک شود. کاسا گرندز از حدود ۲۰۰۰ اتاق مجاور ساخته شده از خشتی، زمین‌های بال آمریکایی I شکل، سکوهای سنگی، تپه‌های مجسمه‌سازی و یک منطقه بازار تشکیل شده بود. حدود ۳۵۰ محل استقرار کوچکتر دیگر در منطقه کاسا گرندزپیدا شده است که برخی از آنها تا ۷۰ کیلومتری (۴۳مایلی) فاصله دارند. باستان شناسان بر این باورند که منطقه ای که مستقیماً توسط کاسا گرندز کنترل می‌شد نسبتاً کوچک بود و حدود ۳۰ کیلومتر (۱۹مایل) از شهر امتداد داشت. جمعیت کاسا گرندز ممکن است در حدود ۲۵۰۰۰ نفر بوده باشد که احتمالاً ۱۰۰۰۰ نفر از آن‌ها در منطقه تحت کنترل آن زندگی می‌کنند.